# إشبورن-فرانكفورت 2017
إشبورن-فرانكفورت 2017 (بالألمانية: Rund um den Finanzplatz Eschborn-Frankfurt 2017 )‏ هو سباق دراجات هوائية، وهو الموسم رقم 55 من السباق، وأقيم في 1 مايو 2017، وامتدّ لمسافة 215.7 كيلومتر، وهو أحد سباقات طواف العالم للدراجات 2017، وهو من نوع سباق يوم واحد، وهو من نوع سباق الدراجات، وقد شارك في السباق 158 متسابقاً ووصل إلى نهايته 67 متسابقاً.
فاز فيه بالمركز الأول ألكسندر كريستوف، وبالمركز الثاني ريك تسابل، وبالمركز الثالث جون ديجينكولب.

## الفرق
| فرق عالمية (11)- AG2R La Mondiale - BMC Racing Team - Bora-Hansgrohe - Cannondale-Drapac - Lotto-Soudal - Quick-Step Floors - UAE Team Emirates - Katusha-Alpecin - Lotto NL-Jumbo - سنويب - Trek-Segafredo فرق قارية محترفة (8)- أكوا بلو سبورت 2017 ‏ - CCC Development Team ‏ - غازبروم روسفيلو ‏ - رومبوت تشارلز ‏ - سبورت فلاندرين بالويس 2017 ‏ - Verandas Willems-Crelan ‏ - بنجوال باوليز ساوكس دبليو بي ‏ - Wanty-Groupe Gobert فريق وطني- فريق ألمانيا لركوب الدراجات للرجال 2017‏ |  |
| |  |

## التصنيف العام النهائي
| التصنيف العام | التصنيف العام        | التصنيف العام   | التصنيف العام               | التصنيف العام     |        |
| الدراج        | الدراج               | البلد           | الفريق                      | الوقت             | السرعة |
| ------------- | -------------------- | --------------- | --------------------------- | ----------------- | ------ |
| 1.            | ألكسندر كريستوف      | النرويج         | كاتوشا ألبيسين              | 5 س 29 دقيقة 32 ث |        |
| 2.            | ريك تسابل            | ألمانيا         | كاتوشا ألبيسين              | + 0 ث             |        |
| 3.            | جون ديجينكولب        | ألمانيا         | تريك سيغافريدو              | + 0 ث             |        |
| 4.            | جيمبي دراكر          | لوكسمبورغ       | بي إم سي راسينغ             | + 0 ث             |        |
| 5.            | بيم يجثارت           | هولندا          | Roompot-Nederlandse Loterij | + 0 ث             |        |
| 6.            | خوان خوسيه لوباتو    | إسبانيا         | لوتو إن إل-جامبو            | + 0 ث             |        |
| 7.            | جاسبر ستوفين         | بلجيكا          | تريك سيغافريدو              | + 0 ث             |        |
| 8.            | ماكسيميليانو ريتشيزي | الأرجنتين       | كويك ستب-فلورز              | + 0 ث             |        |
| 9.            | ميشيل كريدر          | هولندا          | Aqua Blue Sport             | + 0 ث             |        |
| 10.           | بن سويفت             | المملكة المتحدة | فريق الإمارات               | + 0 ث             |        |

## وصلات خارجية
- لمحة عن سباق إشبورن-فرانكفورت 2017 على موقع  ProCyclingStats   (برو  سايكلنج  ستاتس) - إحصاءات  محترفي  الدراجات.
- إشبورن-فرانكفورت 2017 على موقع إحصائيات الدراجات الإحترافية (الإنجليزية)